# Albin Dujc
Albin Dujc, slovenski družbenopolitični delavec, * 31. avgust 1911, Škoflje, Divača, † 12. junij 1966, Koper.

## Življenje in delo
Po končani nižji gimnaziji se je izšolal za zobnega tehnika. Član Komunistične partije Jugoslavije je postal 1934. Pred fašističnim preganjanjem je pobegnil v Jugoslavijo in tu v Mariboru nadaljeval revolucionarno delo, kjer je z večjo skupino prišel zaradi tega pred sodišče. Obsojen je bil na leto in pol robije. V Sremski Mitrovici, kjer je prebil del svoje kazni, se je ob velikem revolucionarju Moši Pijadi poglobil v marksizem, leninizem in stalinizem. Kakor pred zaporom, tako je tudi potem imel tesne stike s kraškimi komunisti. Ker ni bil jugoslovanski državljan, so ga oblasti izgnale iz Jugoslavije. Po izgonu se je naselil v Divači. Julija 1940 so ga fašisti aretirali in na t. i. drugem tržaškem procesu, ki je potekal od 2. decembra do 14. decembra 1941 v Trstu obsodile na 30 let zapora. Po nemški okupaciji Italije 1943 so ga po posredovanju mednarodnega Rdečega križa nacisti izpustili. Pridružil se je narodnoosvobodilni borbi. Januarja 1944 je postal sekretar rajonskega komiteja Komunistične partije Slovenije (KPS) pri oblastnem komiteju KPS za Slovensko primorje in sekretar Okrožnega komiteja KPS za južno Primorsko.
Po osvoboditvi je bil med drugim predsednik koprskega okraja (1955-1963). Po upokojitvi pa je delal v turizmu. Postal je predsednik koprske turistične zveze pa tudi član upravnega odbora Turistične zveze Slovenije. Bil je tudi poslanec v republiškem svetu ljudske skupščine Ljudske republike Slovenije in član glavnega odbora Socialistične zveze delovnega ljudstva Slovenije in rezervni kapetan Jugoslovanske ljudske armade. Za svoje delo je prejel več državih odlikovanj.

## Odlikovanja
- partizanska spomenica 1941
- red bratstva in enotnosti z zlatim vencem
- red za hrabrost
- red zaslug za ljudstvo s srebrnimi žarki